# Cunina simplex
Cunina simplex är en nässeldjursart som beskrevs av Gili, Bouillon, Pagès, Palanques, Puig och Heussner 1998. Cunina simplex ingår i släktet Cunina och familjen Cuninidae. Inga underarter finns listade i Catalogue of Life.